# Porte peinte (Évreux)

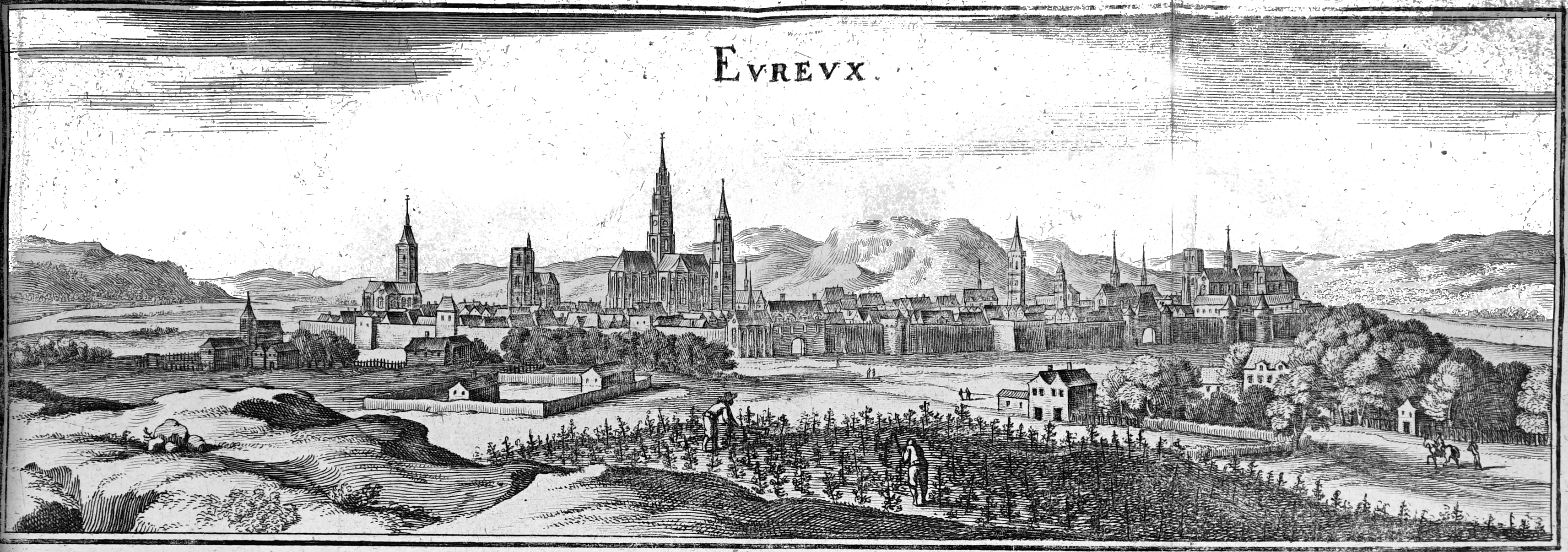
Évreux in het midden van de 17e eeuw

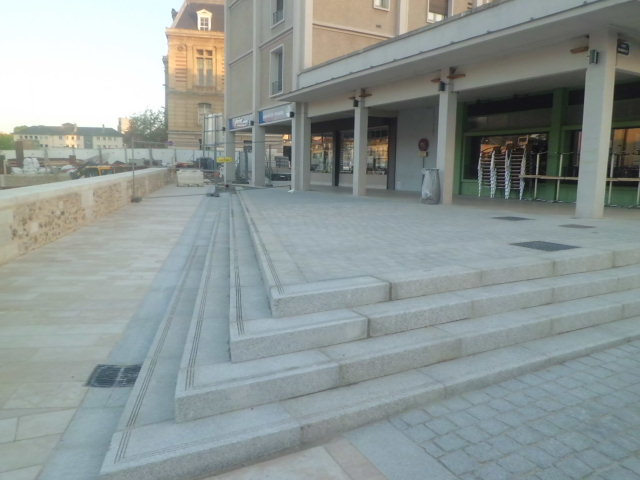
De Esplanade de la Porte Peinte, een modern plein in Évreux

De Porte peinte was een stadspoort in de middeleeuwse stadsomwalling van de Franse stad Évreux. Deze stadspoort werd samen met de stadsomwalling afgebroken in de 18e eeuw.
In de loop van de 12e en de 13e eeuw werd een stadsmuur gebouwd rond de Bourg, het nieuwe handelscentrum van de stad Évreux in de parochie Saint-Pierre. Deze stadsmuur sloot aan op de oudere Gallo-Romeinse stadsmuur rond de Cité, het bestuurlijk en religieus centrum van de stad. Deze middeleeuwse muur had verschillende verdedigingstorens en drie poorten: de Porte aux Febvres, de Porte Saint-Pierre en als voornaamste de Porte Peinte, die toegang gaf tot de Place de marché.
De oudste schriftelijke melding van de Porte peinte dateert uit 1398. De poort bestond uit twee torens bekroond met een dak. De poort zelf had een valhek en een valbrug. Aan de overkant van de gracht was er een barbacane waar een wachtpost was ondergebracht. Later werd dit buitenwerk geschikt gemaakt om er artillerie te plaatsen.
In de 17e eeuw werd de valbrug vervangen door een vaste brug. Omdat de stadsomwalling geen militaire functie meer had, werd ze in de loop van de 18e eeuw afgebroken. De Porte peinte werd afgebroken in 1767 op bevel van het gemeentebestuur.